# Свет леда и ватре
Свет леда и ватре: Неиспричана повест Вестероса и Игре престола (енгл. The World of Ice & Fire: The Untold History of Westeros and the Game of Thrones) је пратећа књига за фантастични серијал Песма леда и ватре Џорџа Р. Р. Мартина. Написали су је Мартин, Елио М. Гарсија Млађи и Линда Антонсон, а објавила ју је издавачка кућа Bantam 28. октобра 2014. године. Књига, од 326 страница, потпуно је илустрован „историјски компендијум” Мартиновог измишљеног света, написан из перспективе „мештра” из овог света, а садржи и новонаписани материјал, породична стабла, као и обимне мапе.
Књигу је у Србији објавила издавачка кућа Лагуна 3. јуна 2015. године, у преводу Николе Пајванчића.

## Развој
Елио Гарсија и Линда Антонсон основали су фан веб-сајт Песме леда и ватре Westeros.org. Џорџ Р. Р. Мартин их је ангажовао 2006. да помогну у овом пројекту, за који је у то време веровао да ће бити завршен до 2008. године. Гарсија је Мартинов „супер-обожавалац” кога су аутор и HBO консултовали о детаљима које је претходно утврдио Мартин у серијалу.
Планирана дужина књиге била је 50.000 речи, али историјске референце које су Гарсија и Антонсонова прикупили из књига износиле су 70.000, а након што ју је Мартин „изгланцао, проширио и попунио рупе” садржала је 100.000 речи. Мартин је такође почео да пише „споредне” приче за књигу, али је у једном тренутку схватио да је написао још 350.000 речи. Пошто се ово није уклапало у првобитни концепт потпуно илустроване књиге – број илустрација је остао исти – Мартин је уклонио своје споредне приче, а остатак су скратили Гарсија и Антонсонова. Делови уклоњеног материјала појавили су се у антологијама Гарднера Дозое: Опасне жене (као Принцеза и краљица), Одметници (као Одметнути принц) и Књига мачева (као Змајеви синови).
Одговарајући на поређења Света леда и ватре са Силмарилионом Џ. Р. Р. Толкина, Мартин је појаснио да, иако његова књига пружа основни преглед многих области његовог измишљеног света и њихове историје, он планира да једног дана објави обимнији том који би се првенствено фокусирао на Таргарјене, које је у шали назвао ЏРРМарилион. Како су планови за евентуалну другу пратећу књигу постајали све озбиљнији, Мартин је изјавио да ће она имати формалнији назив Ватра и крв, јер ће се детаљније бавити владавином сваког краља из лозе Таргарјена.

### Илустрације
Мартин је најавио књигу у јулу 2013, када је на свом блогу похвалио цртеж гвозденог престола Марка Симонетија, који је требало да се појави у књизи, као веома близак његовој сопственој идеји престола, у поређењу са оним из телевизијске верзије. По објављивању Света леда и ватре наредне године, назвао је Симонетијеву илустрацију престола „апсолутно тачном”. Мартин је изјавио да је желео да књига буде потпуно илустрована са цртежима „најбољих светских илустратора фантастике”.
Свет леда и ватре илустровали су: Рене Ајнер, Рајан Барџер, Артур Бозонет, Хозе Данијел Кабрера Пења, Џенифер Сол Каи, Томас Денмарк, Џенифер Драмонд, Хорди Гонзалес Ескамиља, Мајкл Џелати, Томаж Једрушек, Мајкл Комарк, Џон Макембриџ, Могри, Тед Несмит, Карла Ортиз, Рахеди Јуда Прадито, Дијан Прасетја, Паоло Пуђони, Џонатан Робертс, Томас Сијагијан, Марк Симонети, Чејс Стоун, Филип Страуб, Џастин Свит, Начапол Титинунтакорн, Магали Вилнев и Даглас Витли.